# Giulio Andreotti
Giulio Andreotti [džúljo andreóti], italijanski politik, * 14. januar 1919, Rim, † 6. maj 2013, Rim.
Andreotti je bil notranji minister (1954 in 1978), obrambni minister (1959–1966 in 1974), ministrski predsednik (1972-1973 in 1976–1979 in 1989–1992), zunanji minister (1983–1989).
Od leta 1946 do 1991 je bil član parlamenta, leta 1991 pa je postal dosmrtni senator Italijanske republike. Leta 2006 se je potegoval za mesto predsednika senata, a je zmagal njegov protikandidat Franco Marini.